# Bandog
Bandog è un termine che definisce cani mezzosangue molossoidi di un ceppo selezionato per la protezione e la guardia.
Per ottenere un Bandog moderno o per iniziare un ceppo di bandog, i cani di presa sono accoppiati con mastini da protezione di due o più razze diverse, con l'obiettivo di aggregarne le qualità per ottenere un tipo di cane sano e rustico con una forte attitudine alla guardia. Questo approccio ha come vantaggio la libertà nella sua selezione e sviluppo, poiché nel caso del bandog il creatore del lignaggio non deve seguire schemi morfologici che generalmente sono rigidamente imposti alle creazioni di cani di razza pura. Dal momento in cui il creatore raggiunge il risultato desiderato, di solito continua ad accoppiare i bandog tra loro per diverse generazioni, e può o non può aggiungere nuove razze nel corso della selezione genetica, sempre evitando alti livelli di consanguineità.

## Storia

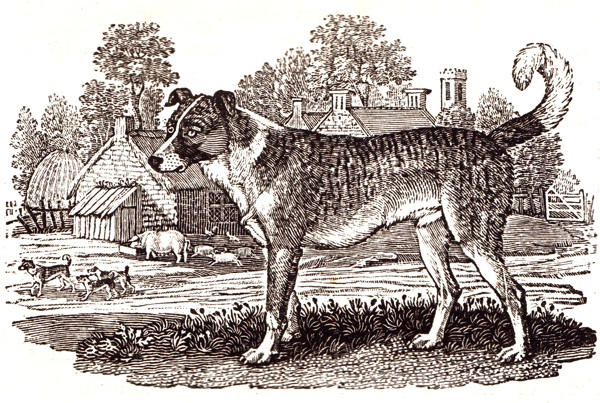
Bandog, 1790.

Il nome "bandogge" sorse in Inghilterra intorno al 1250 ed equivaleva letteralmente al termine "cane da guardia", designando la funzione che un cane recitava. Pertanto, non facendo riferimento a una razza specifica, ma considerando l'area in cui il termine era molto diffuso, l'uso della parola potrebbe essere stato più diretto ad indicare cani che in seguito hanno dato origine al mastino inglese e al Bulldog.
La nomenclatura "bandogge" è stata usata per secoli per riferirsi a qualsiasi grosso cane da guardia che era bloccato in catene durante il giorno.
Nel 1570, Johannes Caius ha pubblicato un libro scritto in latino, che è stato tradotto in inglese da Abraham Fleming nel 1576 sotto il nome di "englishe Dogges", in cui ha descritto il Bandog come un "grande e testardo cane, ardito, dal corpo pesante". Caius ha anche affermato che tra le altre caratteristiche:
"il Mastino o Bandogge è utilizzabile contro volpe e il tasso, per guidare suini selvatici su prati e pascoli, e mordere e prendere il toro per le orecchie, quando l'occasione lo richiede." — Johannes Caius, Englishe Dogges, 1576.
Inoltre, William Harrison, nella sua descrizione dell'Inghilterra nel 1586, descrive il tipo come segue:
"Mastiff , Tie dog  [cane con guinzaglio], o" Band dog", così chiamati perché molti di loro sono legati a catene e corde forti durante il giorno, è un cane enorme e testardo, brutto, ansioso [impazienti o bruciore] terribile da vedere e spesso più feroce di qualsiasi 'Arcadian Dog' o 'Cur corso'. " — William Harrison, 1586.
Chi ha salvato questo concetto è stato il veterinario americano John Swinford intorno al 1960, quando ha cercato di creare il miglior cane da guardia al mondo (il cane Swinford bandog) dagli incroci tra Mastiff e Pit Bull. Tuttavia, il suo progetto fu interrotto con la sua morte prematura nel 1971. Tuttavia, il concetto "bandog" ha resistito e persiste in questa versione moderna fino ad oggi. Un buon esempio è la selezione di Joe Lucero (Joseph Lucero III), che chiama i suoi cani l'American Bandogge Mastiff.
Di solito vengono creati accoppiando candi di tipo mastino con cani da presa, quest'ultimo di dimensioni generalmente più piccole, aggregando in tal modo la dimensione e la maggiore forza con agilità e minore resistenza. L'obiettivo è quello di produrre un cane da guardia rustico, funzionale e sano, tenendo conto dei benefici del vigore dell'ibrido e della libertà di riproduzione.

## Bandog americano

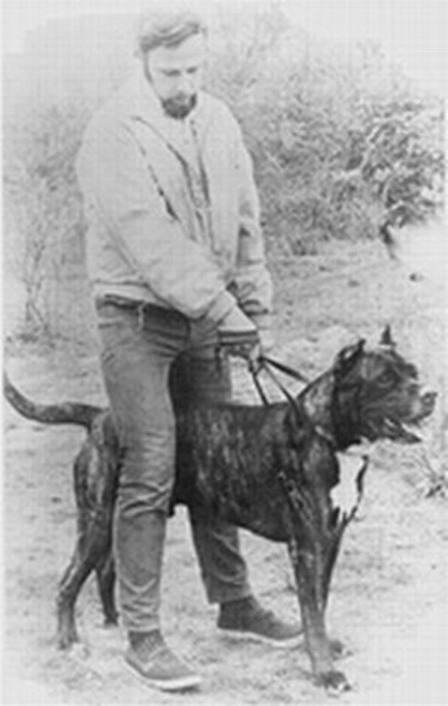
John Swinford e Bantu II

Il bandog non è una razza canina, ma è un incrocio sovente effettuato negli Stati Uniti per produrre un cane da guardia mezzosangue.
L'incrocio preferito (che produce il cosiddetto Swinford Bandog) è tra un maschio di American Pit Bull Terrier (APBT) che viene accoppiato con una cagna di razza mastino napoletano. Il californiano Joe Lucero (dell'allevamento Working Class Kennel) è famoso per gli Swinford Bandogs che produce.
Il mastino napoletano è preferito agli altri mastini per il suo innato istinto di protezione del suo territorio e per il coraggio. Lo scopo di Joe Lucero è di produrre cani da protezione per la famiglia. Il pitbull può anche venire incrociato con lo English Mastiff oppure Bullmastiff (quest'ultimo incrocio è detto anche Pit Bull Mastiff e spesso produce cani con muso largo e piatto, quasi come un alligatore, che hanno una presa molto forte).
Nella prima generazione filiale (F1) di solito si ottengono cani di mole molto più grande del pit bull (oltre i 40 kg per i maschi), caratterizzati da testa larga e dotati di notevole muscolatura e potenza delle fauci. Trattandosi di un incrocio i caratteri ed il temperamento non sono fissati ma molto variabili, per cui accoppiando tra di loro due bandogs, i prodotti possono essere di tipo molto variabile. Adatto per guardia, non adatto per compagnia.